# 熊谷一弥
熊谷 一弥（くまがい いちや、1890年（明治23年）9月10日 - 1968年（昭和43年）8月16日）は、福岡県大牟田市出身の男子テニス選手。旧漢字表記では 熊谷 一彌 と書く。
熊谷は日本テニス界の黎明期を築き、清水善造と共に日本人テニス選手の世界挑戦への道を開拓した選手のひとりである。1918年（大正7年）の全米選手権において日本人テニス選手として史上初のグランドスラムベスト4に進出した。
1920年（大正9年）のアントワープ五輪で男子シングルス、ダブルスともに銀メダルを獲得し、日本スポーツ界に初めてのオリンピック・メダルをもたらした。
英語文献では“Ichiya Kumagae”（イチヤ・クマガエ）と表記されることが多い。

## 来歴
柳川市の旧制中学傳習館（現・福岡県立伝習館高等学校）に入学後、実兄の通う旧制宮崎中学（現・宮崎県立宮崎大宮高等学校）に移った。宮崎中学時代は野球部の主将を務め、陸上の中距離走でも活躍した。その後、慶應義塾大学部理財科に進学する。
日本に初めてテニスが紹介されたのは1878年（明治11年）であったが、当時はテニスボールの入手が困難（国産は難しく輸入品は高価）であり、比較的安価に入手できた玩具用のゴム毬を代用した軟式テニスが広く全国に普及した。1913年（大正2年）2月19日、熊谷が所属していた慶應義塾庭球部が「硬式テニス（ローンテニス）への転向」を正式に表明し、熊谷たちは日本で最初に硬式テニスに挑戦した。同年12月、熊谷は慶應義塾のチームメートとともにフィリピン・マニラの「東洋選手権大会」に派遣された。これが、日本人テニス選手の初めての海外遠征である。この時、熊谷はシングルス準決勝とダブルス決勝に進出したが、単複とも優勝した全米ランキング2位のビル・ジョンストンから大きな刺激を受けた。
1915年（大正4年）、熊谷は上海で行われた第2回極東選手権競技大会に柏尾誠一郎（東京高等商業学校（現一橋大学）卒業）とともに出場し、シングルス・ダブルスの両方で優勝する。翌1916年（大正5年）にマニラで行われた東洋選手権大会には三神八四郎（早稲田大学卒業）とともに出場しシングルスでウォード・ドーソン、クラレンス・グリフィンを破って優勝したが、ダブルスではドーソン＆グリフィン組に決勝で敗れた。
1916年、熊谷は三神と共にアメリカ遠征を実行し、ジョンストンを破るなどして注目される。1916年全米選手権において、熊谷と三神の2人が日本人テニス選手として最初の4大大会出場者になった。この遠征について、熊谷は「在米3ヶ月間で約60人とシングルスを戦い、土のコートでは1セットも失わなかったが、芝のコートでは勝手が違い4人に負けた。またサーブが強いのに閉口した」と語っている。この遠征で、熊谷はいきなり「全米ランキング5位」のポジションにつけた。軟式テニスの標準的なグリップ（ラケットの握り方）である「ウエスタングリップ」を左利きで駆使した熊谷のテニスは、世界のトップ選手たちからも注目されるようになった。
慶應義塾大学部を卒業後、熊谷は1917年から三菱合資会社銀行部（現三菱UFJ銀行の前身）に勤務するようになり、ニューヨーク駐在員としてアメリカに拠点を移した。1917年（大正6年）は第1次世界大戦のため全米ランキングは算定されなかったが、1918年（大正7年）の全米選手権で、熊谷は日本人のテニス選手として初のベスト4進出を達成する。日本人選手初の準決勝では、チルデンに 2-6, 2-6, 0-6 のストレートで完敗した。1919年（大正8年）に熊谷は全米ランキングでも「3位」に上がり、第1位ジョンストン、第2位チルデンの2強豪に続いた。
1920年（大正9年）のアントワープ五輪で、熊谷は男子テニスでシングルス・ダブルスともに銀メダルを獲得し、日本人のスポーツ選手として史上初のオリンピック・メダルを獲得した選手になった。男子シングルス決勝では、ルイス・レイモンド（南アフリカ）に 7-5, 4-6, 5-7, 4-6 で敗れ、柏尾とペアを組んだダブルスでも決勝でイギリスのマックス・ウーズナム（1892年 - 1965年）＆オズワルド・ターンブル（1890年 - 1970年）組に 2-6, 7-5, 5-7, 5-7 で敗れている。1921年（大正10年）に日本が初めて男子テニス国別対抗戦・デビスカップに出場した時、熊谷は柏尾、清水とともに日本代表選手に選ばれチャレンジ・ラウンド決勝まで勝ち進んだ。日本はアメリカチームに5戦全敗で敗れ、熊谷はジョンストンにストレートで敗れている。熊谷は同年まで全米ランキングでトップ10位以内を維持したが、年齢的にも30歳となり、また、家庭の事情のため1922年（大正11年）に帰国した。その後、熊谷は1923年（大正12年）に『テニス』（改造社運動叢書：第1篇）という著書を東京の改造社から出版した。
1951年（昭和26年）、日本は第2次世界大戦後のデビスカップに復帰。同年1月21日、日本庭球協会は全国理事会を開き熊谷を監督に決めた。同年、隈丸次郎、中野文照、藤倉五郎の各選手を率いた初遠征で、アメリカ・ケンタッキー州ルイビルに赴いたが、日本代表選手は1回戦でアメリカチームに全敗した。アメリカのメディアは30年以上前の熊谷の活躍を覚えており、ニューヨーク・タイムズ紙が「熊谷、ニューヨークに帰る」という見出しを掲載した。熊谷はその後、1953年（昭和28年）にテニスコーチのウィン・メース（Wynn Mace）の著書『テニス技術』（講談社刊）を翻訳した。
1968年8月16日、鎌倉市にて死去。77歳。
熊谷の死から48年後の2016年8月15日に、リオデジャネイロオリンピックで錦織圭が男子シングルスでスペインのラファエル・ナダルに勝利して銅メダルを獲得、熊谷以来96年ぶりとなるテニスのメダリストが誕生した。
2020年8月22日、アントワープ五輪テニス男子シングルスで熊谷が獲得した銀メダルが紛失したまま行方不明であると分かった。